# شتيفان جينتس
شتيفان جينتس (بالألمانية: Stephan Genz)‏ (و. 1973  م) هو مغني، ومغني أوبرا ألماني، ولد في إرفورت.

## جوائز
حصل على جوائز منها:

جائزة  برامس ‏ (26 سبتمبر 1999)

## روابط خارجية
- ستيفان جينز على موقع ميوزك برينز (الإنجليزية)
- ستيفان جينز على موقع أول ميوزيك (الإنجليزية)
- ستيفان جينز على موقع ديسكوغز (الإنجليزية)